# Auteurschap van de Bijbel
Dit artikel beschrijft de wetenschappelijke consensus over het auteurschap van de Bijbel. De christelijke doctrine in dit verband gaat uit van inspiratie van de Bijbel.

## Oude Testament

### Pentateuch

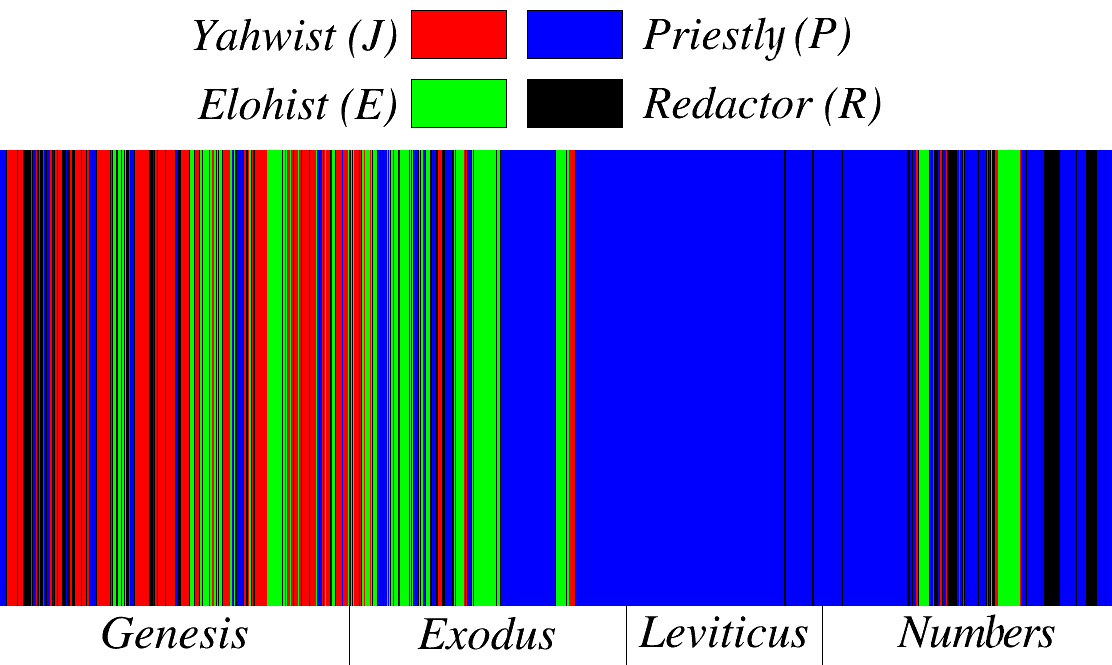
De veronderstelde spreiding van inhoud naar auteur over de boeken Genesis, Exodus, Leviticus en Numeri volgens Richard Friedman.

Traditioneel is het auteurschap van de Pentateuch (Tora), oftewel eerste vijf Bijbelboeken van het Oude Testament, toegeschreven aan Mozes. Daarom stond Genesis ook wel bekend als "1 Mozes", Exodus als "2 Mozes", enzovoort. In de 19e eeuw gingen historisch-kritische wetenschappers zoals Julius Wellhausen de tekst nauwkeurig bestuderen om de compositie ervan te achterhalen en kwamen zo uit op de documentaire hypothese. Deze stelde dat er op zijn minst vier auteurs moeten zijn geweest voor deze vijf boeken, namelijk de Jahwist (J), de Elohist (E), de Priestercodex (P) en de Deuteronomist (D), die vervolgens door een Redacteur (R) zijn samengesteld. Latere wetenschappers hebben de hypothese verder uitgewerkt en zijn tot conclusies gekomen dat het nog ingewikkelder zit, zoals een Heiligheidscodex (H) of Heiligheidsschool (HS) die nog los van P staat.

### Historische boeken
Moderne wetenschappers denken dat wat er aan betrouwbaar materiaal te vinden is in de zogeheten historische boeken een periode van het einde van het tweede millennium tot in de 4e eeuw v.Chr. beschrijft, dat echter vaak pas lang na de vermeende gebeurtenissen is opgeschreven en naderhand nog verschillende keren geredigeerd. Bovendien waarschuwen ze ervoor dat het belangrijk is om te proberen feit en fictie van elkaar te onderscheiden en dat de term 'historische boeken' met een korreltje zout dient te worden genomen.:313

#### Deuteronomistische geschiedenis
Martin Noth opperde het idee van een deuteronomistische geschiedenis: de eerste historische boeken (Jozua, Rechters (Richteren), 1 en 2 Samuel en 1 en 2 Koningen) zouden gelijktijdig en gezamenlijk zijn gecomponeerd door dezelfde auteur of groep auteurs en zich baseren op de theologie van het boek Deuteronomium. Het woordgebruik en de theologie in deze zes boeken lijken zo veel op elkaar dat er geen sprake van toeval zou kunnen zijn. Er is in de wetenschap nog geen consensus over of dit klopt. Er zijn overeenkomsten in theologie en thematiek tussen deze zes boeken onderling en met Deuteronomium, maar ook verschillen.

#### Kronieken en Ezra–Nehemia
In de Hebreeuwse Bijbel zijn 1 en 2 Kronieken slechts één boek getiteld 'Kronieken' en Ezra en Nehemia ook één boek (traditioneel 'Ezra' genoemd, in moderne tijden ook wel 'Ezra–Nehemia'). Volgens de traditionele opvatting had de priester Ezra ze allemaal geschreven. In de 19e eeuw en een groot deel van de 20e eeuw ging men er nog steeds vanuit dat Kronieken en Ezra–Nehemia van de hand van dezelfde schrijver of schrijverskring kwam. Maar de gangbare opvatting van moderne wetenschappers is dat de verschillen tussen Kronieken en Ezra–Nehemia groter zijn dan hun overeenkomsten en dat Ezra–Nehemia zelf een lange compositiegeschiedenis heeft die uit vele bronnen putte vanaf de vroege 4e eeuw tot in de hellenistische periode.:313–14

#### Ester (Hebreeuws en Grieks)
De Griekse versie van Ester wijkt significant af van de Hebreeuwse tekst en is niet simpelweg een vertaling van het Hebreeuwse origineel. In een extra stuk tekst, later bekend geworden als de Toevoegingen aan Ester, worden er verklaringen gegeven die antwoord moeten geven op vragen en die reageren op situaties in Alexandrië. Deze Toevoegingen – die later tot de deuterocanonieke boeken dan wel de apocriefen van het Oude Testament zijn gerekend – zijn veel religieuzer van aard dat het Hebreeuwse origineel, dat God niet eens noemt en slechts af en toe indirect naar het bovennatuurlijke verwijst. De Toevoegingen aan Ester worden gedateerd tot de 1e eeuw v.Chr. en zijn te Alexandrië geschreven in het Koinè-Grieks.
Zowel qua gebeurtenissen als qua stijl zijn er parallellen te trekken tussen het boek Ester en het Jozefverhaal uit Genesis 39–43.

### Profetenboeken
De profetenboeken worden zo genoemd omdat het auteurschap ervan traditioneel werd toegeschreven aan de profeten naar wie ze vernoemd zijn. Moderne onderzoekers denken echter dat de boeken zoals ze tot in de huidige tijd zijn overgeleverd het werk zijn van opeenvolgende generaties van schrijvers die hun inspiratie ontleenden aan de uitspraken van deze profeten. Deze auteurs waren actief tussen 750 v.Chr. en 450 v.Chr.

## Deuterocanonieke boeken
Er is aardig veel bekend over waar, wanneer en in welke oorspronkelijk talen de deuterocanonieke boeken waarschijnlijk zijn geschreven, hoewel discussies hierover nog voortduren onder wetenschappers. Er is echter maar één auteur bij naam bekend die naar alle waarschijnlijkheid ook zelf het boek heeft geschreven dat naar hem genoemd is: Jezus Sirach, de schrijver van de Wijsheid van Jezus Sirach. In alle andere gevallen waarin de auteur zichzelf bij naam noemt, betreft het vermoedelijk pseudepigrafen. De overige schrijfsels zijn anoniem.
| Boek                      | Datering                                                                                          | Originele taal (en locatie) |
| ------------------------- | ------------------------------------------------------------------------------------------------- | --- |
| Brief van Jeremia         | ca. 300 v.Chr.                                                                                    | Oudste versies Grieks, origineel waarschijnlijk Hebreeuws of Aramees |
| Psalm 151                 | ca. 300–200 v.Chr.                                                                                | Hebreeuws (Psalmen 151a+b), later samengevoegd tot de Griekse Psalm 151 |
| Wijsheid van Jezus Sirach | ca. 180–175 v.Chr.                                                                                | Hebreeuws in Jeruzalem |
| Tobit                     | ca. 225–175 v.Chr. of 175–164 v.Chr.                                                              | Waarschijnlijk Aramees, mogelijk Hebreeuws, mogelijk in Antiochië |
| Wijsheid van Salomo       | ca. 150 v.Chr.                                                                                    | Zeer waarschijnlijk Koine-Grieks in Alexandrië |
| Judit                     | ca. 150–100 v.Chr.:26                                                                             | Oudste versies Grieks, origineel waarschijnlijk Hebreeuws, mogelijk Grieks:25 |
| 1 Makkabeeën              | ca. 135–103 v.Chr.                                                                                | Hebreeuws, waarschijnlijk in Jeruzalem |
| 2 Makkabeeën              | ca. 150–120 v.Chr.                                                                                | Koine-Grieks |
| Toevoegingen aan Daniël   | ca. 100 v.Chr.                                                                                    | Oudste versies Grieks, origineel Semitisch of Grieks |
| Gebed van Manasse         | ca. 200 v.Chr. – 50 n.Chr.                                                                        | Oudste versies Grieks, origineel waarschijnlijk Grieks, mogelijk Semitisch |
| Baruch                    | ca. 200–100 v.Chr. (1:1–3:38) ca. 100 v.Chr. – 100 n.Chr. (3:39–5:9)                              | Koine-Grieks, origineel waarschijnlijk Hebreeuws (1:1–3:38) Koine-Grieks, origineel misschien Hebreeuws of Aramees (3:39–5:9)                                                            |
| 3 Makkabeeën              | ca. 100–50 v.Chr.                                                                                 | Koine-Grieks, waarschijnlijk in Alexandrië |
| Toevoegingen aan Ester    | ca. 100–1 v.Chr.                                                                                  | Koine-Grieks in Alexandrië |
| 4 Makkabeeën              | ca. 18–55 n.Chr.                                                                                  | Koine-Grieks, waarschijnlijk buiten Palestina |
| 3 Ezra                    | ca. 200–140 v.Chr.                                                                                | Waarschijnlijk Grieks in Egypte, mogelijk van een 3e-eeuws Semitisch origineel |
| 4 Ezra                    | ca. 90–100 n.Chr. (hfdst. 3-14) ca. 100–300 n.Chr. (hfdst. 1-2) ca. 200–300 n.Chr. (hfdst. 15-16) | Waarschijnlijk Hebreeuws door een Palestijnse jood (hfdst. 3-14) Waarschijnlijk Latijn door een christen (hfdst. 1-2) Waarschijnlijk Grieks door een Levantijnse christen (hfdst. 15-16) |
| Oden                      | ca. 400–440 n.Chr.                                                                                | Codex Alexandrinus, in Middeleeuws Grieks, bevat de oudst bekende versie. |

## Nieuwe Testament

### Volgens de traditie
De geschiedenis ervan moet ongeveer zo gegaan zijn: tijdens het optreden van Jezus waren er veel ooggetuigen en misschien werden er door sommigen aantekeningen van de gebeurtenissen gemaakt, van de parabels en wonderen van Jezus tot en met de kruisiging en opstanding. Aanvankelijk gebeurde de prediking van de apostelen en anderen, na de stichting van de eerste gemeente tijdens Pinksteren, mondeling. Toen er meerdere gemeenten waren gesticht in het Romeinse Rijk rezen er al snel problemen en onenigheden in deze nieuwe gemeenschappen van christenen. Paulus probeerde deze op te lossen door hierover verschillende brieven te schrijven en die naar deze 'probleemgemeenten' te zenden. Deze waren rond de jaren 50 en 60 de eerste geschriften die verzameld werden en gekopieerd omdat men vond dat deze brieven ook voor andere gemeenten nuttig konden zijn. Rond dezelfde tijd of iets later werden er door medewerkers van de apostelen, zoals Lucas en Marcus, of door apostel Matteüs zelf, schriftelijke verslagen verzameld en bewerkt en ooggetuigen ondervraagd over het leven en de leringen van Jezus. Dit werden de evangeliën die ook steeds werden gekopieerd en verdeeld over de diverse christelijke gemeenten. Rond deze tijd werden ook de overige brieven van apostelen geschreven. De jongste werken van het Nieuwe testament zijn waarschijnlijk het Evangelie volgens Johannes en Openbaring van Johannes geschreven tussen ongeveer 70 en 90.

### Evangeliën
De vier evangeliën bevatten beschrijvingen van het leven van Jezus Christus. Bij een vergelijking van deze evangeliën valt op dat het Evangelie volgens Johannes sterk afwijkt van de drie andere. De evangeliën van Matteüs, Marcus en Lucas bevatten veel beschrijvingen die in grote lijnen en soms zelfs woordelijk overeenkomen en worden daarom synoptische evangeliën genoemd. Deze overeenkomst wordt als volgt verklaard:

#### Synoptische evangeliën
Jezus leefde in Galilea en in Judea, een streek met een sterke orale traditie. Dat wil zeggen dat ooggetuigen van zijn leven nieuwe volgelingen mondeling vertelden over zijn leven en daden. Aangezien de vroegste christenen een spoedige wederkomst van Jezus verwachtten, voelden zij geen behoefte een biografie van hun leider te schrijven. Zij bleven eenvoudig in Jeruzalem, wachtten op de wederkomst van Jezus en probeerden in de tussenliggende periode anderen ervan te overtuigen dat Jezus de Messias was door verhalen te vertellen over wat hij had gezegd en gedaan. Positief gesteld was dit een gebruikelijke manier om gegevens over Jezus' leven te bewaren. Deze vorm was echter vooral geschikt om Jezus' volgelingen te helpen bij hun verschillende handelingen. Negatief gesteld werden Jezus' woorden en daden uit hun context gehaald (Jezus' feitelijke leven en bediening) en geplaatst in een heel andere context (de prediking en leer van de discipelen).
De jaren verstreken en Jezus kwam niet terug. Op enig moment werden passages die regelmatig van pas kwamen bij het evangelisatiewerk opgeschreven. Sommige daarvan werden op onderwerp samengevoegd. Deze (nog altijd korte) passages worden perikopen genoemd. Dit zijn de bouwstenen van de synoptische evangeliën. Met de groei en verspreiding van het vroege christendom groeiden ook deze perikopen en begonnen ze onderling te verschillen. Op een verder punt in de tijd werden deze perikopen samengevoegd tot proto-evangeliën. Deze term duidt werken aan die redelijk afgeronde verhalen inzake Jezus' leven beschreven, een serie perikopen, maar nog niet het volledige verhaal.
Uiteindelijk werd het eerste evangelie geschreven. De meeste onderzoekers denken dat dit Marcus was, kort na 60. Tussen 70 en 90 werden ook Matteüs en Lucas geschreven. Een belangrijke theorie is dat deze evangeliën zich (ook) baseerden op een gezamenlijke bron, de zogenaamde bron Q.
Het is van belang te benadrukken dat het niet bekend is hoe dit exact is gegaan. Dit proces wordt herleid vanuit het eindproduct. Vast staat dat de uiteindelijke auteurs perikopen verplaatsten, want in het ene evangelie verschijnen ze in de ene en in het andere evangelie in een andere context. Dit gebeurde in de voorgaande tientallen jaren. Het staat niet vast dat er fysiek perikopen bestonden, maar dit is te herleiden uit het feit dat het materiaal soms chronologisch, soms op onderwerp in de evangeliën verschijnt.
Het beschikbare materiaal toont aan dat de evangeliën anoniem werden geschreven en zonder toeschrijving aan een auteur bleven tot het midden van de 2e eeuw.

#### Evangelie volgens Johannes
Zowel de verhaallijn als de aan Jezus toegeschreven uitspraken in Johannes verschillen sterk van de synoptische evangeliën:
- De synoptische evangeliën verhalen veelvuldig van exorcisme, Johannes niet één keer.
- In de synoptische evangeliën weigert Jezus een "teken" van zijn autoriteit te verschaffen,[v 1] terwijl dit in Johannes juist een van de belangrijkste kenmerken is.[v 2]
- Het belangrijkste thema van de synoptische evangeliën is het Koninkrijk van God, terwijl dit in Johannes slechts één keer voorkomt in 3:3-5.
- Een uiterst belangrijk verschil tussen de synoptische evangeliën en Johannes is het verschil in stijl. Waar de synoptische evangeliën spreken in termen van "is als" ("Gods Koninkrijk is als" ... het volgende verhaal), spreekt Johannes meestal in de beroemde vorm "ik ben" (zoals in 6:35 en 15:1). Zo bevat Johannes ook geen verhalen, geen handelingen die illustreren hoe God met mensen handelt. Net als er geen parabelen als in de synoptische evangeliën voorkomen in Johannes, komen er geen metaforen voor in de synoptische evangeliën zoals in Johannes.
- De bediening van Jezus lijkt zich in de synoptische evangeliën binnen twaalf maanden af te spelen, terwijl in Johannes deze minimaal twee jaar duurde.
- Johannes plaatst het merendeel van Jezus' leven in Judea, de synoptische evangeliën in Galilea.
- In de synoptische evangeliën is de zuivering van de Tempel de belangrijkste aanleiding voor Jezus' executie, terwijl deze in Johannes aan het begin van zijn bediening wordt geplaatst, zonder belangrijk gevolg.[v 3]
- In de synoptische evangeliën is het proces tegen Jezus formeel, voor het Sanhedrin, getuigen worden verhoord, Jezus wordt verhoord en de hogepriester formuleert een officiële aanklacht. In Johannes (18:12-40) wordt Jezus privé verhoord door Annas en Kajafas (de dienstdoende hogepriester), zonder formele aanklacht of getuigenverhoor.

De verschillen zijn zo groot dat het onmogelijk is om aan te nemen dat er twee tradities waren, waarbij iedere traditie 50 procent weergaf van wat Jezus zei, vrijwel zonder overlap. In de afgelopen 150 jaar moesten onderzoekers dus kiezen. Vrijwel unaniem wordt aangenomen dat de leringen van de historische Jezus moet worden gezocht in de synoptische evangeliën en dat in Johannes een vroege, doorgewerkte theologie kan worden aangetroffen, waarin overpeinzingen worden aangetroffen over de persoon en het werk van Christus, weergegeven in de eerste persoon, alsof Jezus ze zo heeft gezegd.

### Handelingen van de apostelen
Wetenschappers en theologen gaan er algemeen van uit dat het boek Handelingen van de apostelen en het Evangelie volgens Lucas door dezelfde persoon zijn geschreven (in circa 80–85) en bovendien als één werk moeten worden gezien, ook wel "Lucas–Handelingen" genoemd. Dit komt onder meer omdat in beide geschriften de lezer wordt aangesproken als 'Theofilus', de Handelingen van de apostelen het verhaal voortzetten waar het Evangelie volgens Lucas ophield en de thematiek en theologie van beide boeken overeenstemt. Wie deze auteur van Lucas–Handelingen is, is echter onbekend, aangezien beide geschriften anoniem zijn. Dat het derde evangelie is toegeschreven aan ene Lucas, een reisgenoot van Paulus, is gedaan op grond van weinig meer dan speculatie door de kerkvaders.

### Brieven van Paulus
Van de helft van de veertien Brieven van Paulus in het Nieuwe Testament die traditioneel aan de apostel Paulus worden toegeschreven, wordt Paulus' auteurschap betwist. Vanaf het begin is er discussie geweest over het gezag van de Brief aan de Hebreeën en wie de auteur daarvan was, omdat de tekst zelf anoniem is en niet de vorm van een 'brief' heeft (eerder van een preek), maar toch bij de brieven van Paulus werd ingedeeld. De huidige stand van zaken qua wetenschappelijke consensus met betrekking tot de authenticiteit van de brieven van Paulus is als volgt:
| Status    | Categorisering:3:10                               | Brief |
| --------- | ------------------------------------------------- | --- |
| Onbetwist | Authentieke Paulijnse brieven                     | - Eerste brief van Paulus aan de Tessalonicenzen - Brief van Paulus aan de Galaten - Eerste brief van Paulus aan de Korintiërs - Tweede brief van Paulus aan de Korintiërs - Brief van Paulus aan de Filippenzen - Brief van Paulus aan Filemon - Brief van Paulus aan de Romeinen |
| Betwist   | Deutero-Paulijnse brieven; misschien authentiek   | - Brief van Paulus aan de Efeziërs - Brief van Paulus aan de Kolossenzen - Tweede brief van Paulus aan de Tessalonicenzen |
| Betwist   | Pastorale brieven; waarschijnlijk niet authentiek | - Eerste brief van Paulus aan Timoteüs - Tweede brief van Paulus aan Timoteüs - Brief van Paulus aan Titus |
| Betwist   | Anonieme preek; niet authentiek                   | - Brief aan de Hebreeën |

### Katholieke brieven
Moderne wetenschappers wijzen het traditioneel toegeschreven auteurschap van vrijwel alle katholieke brieven af. De drie brieven van Johannes zijn feitelijk anoniem en er is zonder goede reden vanuit gegaan dat Johannes de apostel ze heeft geschreven. In het geval van de brieven van Petrus is zeker de tweede brief en wellicht ook de eerste brief een pseudepigraaf; Petrus kan niet de auteur zijn geweest. De brieven van Judas en Jakobus zouden kunnen zijn opgetekend door twee mannen die verder onbekend zijn gebleven, maar waarvan onterecht is aangenomen dat ze de apostelen Judas Thaddeüs en Jakobus de Rechtvaardige waren omdat het naamgenoten waren.
| Traditionele briefnaam    | Auteur volgens tekst (NBV)                               | Traditionele toeschrijving | Moderne consensus:3:10         | Geadresseerden volgens tekst (NBV)                                      |
| ------------------------- | -------------------------------------------------------- | -------------------------- | ------------------------------ | ----------------------------------------------------------------------- |
| Brief van Jakobus         | "Jakobus, dienaar van Jezus Christus"                    | Jakobus de Rechtvaardige   | Een onbekende Jakobus          | "Aan de twaalf stammen in de diaspora"                                  |
| Eerste brief van Petrus   | "Petrus, apostel van Jezus Christus"                     | Petrus                     | Misschien Petrus               | Aan de 'uitverkorenen' in Pontus, Galatië, Kappadocië, Asia en Bithynië |
| Tweede brief van Petrus   | "Simeon Petrus, dienaar en apostel van Jezus Christus"   | Petrus                     | Niet Petrus                    | Aan alle christenen                                                     |
| Eerste brief van Johannes | anoniem                                                  | Johannes de apostel        | Onbekend                       | "Kinderen"                                                              |
| Tweede brief van Johannes | anoniem                                                  | Johannes de apostel        | Mogelijk Johannes de Presbyter | "Aan de uitverkoren vrouw en haar kinderen"                             |
| Derde brief van Johannes  | anoniem                                                  | Johannes de apostel        | Mogelijk Johannes de Presbyter | "Aan mijn geliefde broeder Gajus"                                       |
| Brief van Judas           | "Judas, dienaar van Jezus Christus en broer van Jakobus" | Judas Taddeüs              | Een onbekende Judas            | Aan alle christenen                                                     |

### Openbaring van Johannes
De auteur van Openbaring van Johannes is bekend als Johannes van Patmos, aangezien hij zichzelf 'Johannes' noemt en zich volgens Openbaring 1:9 op het moment van schrijven op het eiland Patmos bevond. Hoewel lang is aangenomen dat hij dezelfde persoon moest zijn als een van de vele andere Johannessen in het Nieuwe Testament, met name de apostel Johannes, de auteur van het Evangelie van Johannes (ook wel 'Johannes de Evangelist' genoemd), Johannes de Presbyter of nog een andere Johannes, gaan moderne wetenschappers ervan uit dat hij los van al die andere figuren moet worden gezien. Vanwege verschillende semitismen in de Griekse tekst wordt algemeen aangenomen dat de auteur het Aramees als moedertaal had en daarom enkele taalfouten maakte bij het optekenen van zijn verhaal in het Koinè. Dit is ook een belangrijke reden waarom Johannes van Patmos niet tevens de auteur kan zijn geweest van het Evangelie volgens Johannes, dat in hoogwaardig Grieks is geschreven.
Apocalyptiek is een typisch, grondig joods verschijnsel. Binnen deze traditie circuleerden vanaf ongeveer 100 ook diverse apocalypsen. De discussie over de canoniciteit van de Openbaring van Johannes duurde tot diep in de 4e eeuw. Uiteindelijk is het boek toch opgenomen in de canon, maar de oosters-orthodoxe kerken gebruiken het niet voor hun liturgie. Tijdens de Reformatie in de 16e eeuw laaide de discussie opnieuw op. Zwingli vond dat Openbaring "geen boek van de Bijbel" was.

### Andere geschriften
In de vroege Kerk circuleerden naast de 27 thans canonieke geschriften ook andere geschriften, zoals evangeliën als het Kindheidsevangelie van Thomas. Ook circuleerden er vanaf ongeveer 100 talloze "brieven" die - al dan niet terecht - werden toegeschreven aan apostelen, zoals Paulus en Petrus, maar ook van Jakobus, Judas en Brief van Barnabas.
Een deel van deze andere geschriften zijn gnostische geschriften die in Nag Hammadi werden gevonden, zoals het Evangelie van Thomas. Deze geschriften stammen waarschijnlijk uit de 2e en 3e eeuw. De meesten hebben nooit algemene erkenning genoten. Een klein aantal geschriften (de brief van Barnabas, de Leer van de Apostelen, de Herder van Hermas en 1 en 2 Clemens) hadden bij velen een groot gezag, maar hebben uiteindelijk geen algemene erkenning gekregen.